# ワーサルシアター八幡山劇場
ワーサルシアター八幡山劇場（ワーサルシアターはちまんやまげきじょう）は、かつて株式会社ワーサルが東京都杉並区で運営していた劇場。

## 沿革
- 2010年
  - 1/27-2/3 杮落とし公演『歌謡曲。2010』[1]
- 2020年
  - 7/10 閉館発表[2][3]
  - 7/15-19 電光列車 第14回本公演『彼女とノーパンのバラード』[4]上演[1]
  - 8月末日 閉館
  - 株式会社ワーサルは以降もレンタルスタジオ・エンターテインメント事業・映像制作事業などを継続している。